# Aldebert (prédicateur)
Pour les articles homonymes, voir Aldebert.
Aldebert ou Adalbert est un prédicateur religieux dans la Gaule du VIIIe siècle, actif dans le nord de la Gaule dans les années 730 et 740, condamné comme imposteur et hérétique par l'Église catholique.
Sa prédication controversée est mentionnée pour la première fois dans une lettre du pape Grégoire III en 741. Il était prêtre, ordonné sans affectation particulière à l'encontre du droit canon, appelé « évêque » par ses partisans, et prêchait au peuple dans la région de Soissons. Un synode d'évêques se tint dans cette ville en mars 744 sous l'impulsion de Pépin le Bref : Aldebert y fut désigné comme hérétique, démis de ses fonctions sacerdotales et emprisonné. Au début de l'année 745, un autre concile organisé par Pépin le Bref et son frère Carloman sur le territoire de ce dernier, et présidé par l'archevêque Boniface, le condamna et l'excommunia en même temps qu'un certain Clément, un Irlandais fixé en Germanie. Apparemment il avait pu s'échapper et reprendre son activité, et son cas fut évoqué à nouveau en octobre 745 dans un synode tenu à Rome par le pape Zacharie, où Boniface était représenté par un prêtre nommé Deneard, porteur d'une missive faisant état des agissements d'Aldebert. Les actes de ce concile romain, qui sont conservés, sont la principale source d'information sur cette affaire. Des documents postérieurs montrent que le prédicateur controversé était toujours en activité en 746 et 747, mais on n'est pas bien assuré de la façon dont se termina sa carrière.
Selon les actes du concile romain de 745, Aldebert était un prédicateur charismatique qui prétendait « égaler les apôtres du Christ ». Il attirait de nombreux auditeurs qui semblent l'avoir préféré à leurs pasteurs ordinaires. Il avait une réputation de sainteté étayée par des « miracles » et « prodiges » qu'il aurait accomplis. Il aurait entretenu un culte de sa personne sous les formes d'une autobiographie où il se présentait comme un apôtre « né saint par élection divine », et d'une distribution de reliques de son propre corps (rognures d'ongles, mèches de cheveux servant d'amulettes, etc.). Il affirmait connaître les péchés de ses fidèles sans qu'ils les avouent, et niait la nécessité de la confession. Il faisait usage de prières de sa composition où il invoquait plusieurs anges aux noms variés (Uriel, Raguel, Tubuel..., dénoncés par ses détracteurs comme des démons), dont l'un lui aurait apporté des reliques très précieuses venant du monde entier. Il se prétendait notamment détenteur d'une lettre du Christ tombée du ciel. Rejetant la hiérarchie ecclésiastique, et se moquant entre autres des pèlerinages à Rome, il aurait institué une « contre-Église » : en fait, ses prédications ayant été interdites dans les églises, il parsema les campagnes de croix et de petits oratoires auprès desquels il prêchait, et qu'il aurait dédiés, non à des apôtres ou à des saints reconnus, mais à sa propre personne. Le concile de Soissons de 744 ordonna que « les croix qu'avaient plantées Aldebert soient toutes détruites par le feu ». Le concile romain de 745 lui appliqua le passage de la Deuxième épître à Timothée (3, 6) souvent utilisé ensuite pour dénoncer les « hérétiques » et les « pseudo-docteurs » : « Il pénétra dans les maisons et emmena avec lui des bonnes femmes chargées de péchés ».

## Liens
- Notice dans un dictionnaire ou une encyclopédie généraliste :   - Treccani
- Notices d'autorité :   - VIAF
  - GND